# Relațiile dintre Republica Moldova și Austria
Relațiile dintre Republica Moldova și Austria sunt relații externe între Austria și Republica Moldova. Ambele țări au stabilit relațiile diplomatice la 25 martie 1992. Austria este reprezentată în Moldova prin ambasada sa la București (România) și printr-un consulat la Chișinău. Moldova are o ambasadă la Viena și un consulat la Innsbruck.